# BeNEX
Die Benex GmbH (Eigenschreibweise BeNEX) mit Sitz in Hamburg ist eine Beteiligungsgesellschaft für Eisenbahnverkehrsunternehmen. Benex ist seit 2019 eine Tochtergesellschaft der INPP Public Infrastructure Germany GmbH & Co. KG (IPIG), die wiederum vollständig der International Public Partnerships Ltd. gehört, einem englischen Infrastrukturfonds.

## Geschichte
Die Gesellschaft wurde im Mai 2007 durch die Hamburger Hochbahn (HHA) gegründet. Die HHA suchte bis Anfang Juni 2007 einen weiteren Partner, der sich an dem Unternehmen zu 49 % beteiligt. Die extern vermutete Beteiligung des britischen Arriva-Konzerns, mit dem schon partnerschaftlich die Tochterunternehmen Metronom und ODEG betrieben werden, kam nicht zustande – die HHA gab dem australischen Finanzinvestor Babcock & Brown den Zuschlag. Dieser hielt den Anteil über seinen börsennotierten Fonds Babcock & Brown Fonds Public Partnerships, der im Juni 2009 nach dem Zusammenbruch von Babcock & Brown in International Public Partnerships (INPP) umfirmierte. Der Vertrag wurde bis 2022 geschlossen, INPP durfte sich aber frühestens 2017 von seinen Anteilen trennen.
Angekündigtes Ziel von Benex war es, neues Kapital aufzubringen, um im Schienen- und Busverkehr schneller expandieren zu können. In Form einer Holding verwaltete die Gesellschaft jene Tochterfirmen der HHA, die außerhalb Hamburgs aktiv waren. Ziel war es zudem, durch die Beteiligung an Ausschreibungsverfahren im Schienenpersonennahverkehr sowie durch Kooperationen und Übernahme etablierter Verkehrsunternehmen in Europa zu expandieren. Benex betreibt so über seine Tochter Agilis das E-Netz Regensburg mit der Donautalbahn, für das die HHA 2007 die Ausschreibung gewonnen hatte. Im Oktober 2008 erhielt Benex zusätzlich den Zuschlag bei der Ausschreibung des Dieselnetzes Oberfranken (heute ebenfalls von der Tochter Agilis betrieben).
Laut einem Bericht der Zeitung Die Welt plante die HHA im September 2016, ihren Anteil an Benex zu verkaufen, da dieser nicht (mehr) die erhofften Gewinne brächte. Zudem wäre eine Vergabe der Hamburger U-Bahn- und Buslinien, deren Verkehrsvertrag 2019 auslief, an die HHA bei den bestehenden Geschäftsverbindungen zwischen HHA und Benex vergaberechtlich nicht mehr möglich. Im April 2019 kündigte die Hochbahn an, dass INPP auch die von ihr gehaltenen restlichen 51 % Anteile an Benex spätestens Juli 2019 übernehmen wird.
Seit Anfang Juli 2019 gehört Benex zu 100 % IPIG als Tochtergesellschaft der INPP und ist nun ein rein privatwirtschaftliches Unternehmen.
Im April 2024 wurde bekanntgegeben, dass BeNEX alle Gesellschafteranteile der niederländischen Staatsbahn an der Holding ATH Rail Transport Beteiligungsgesellschaft Deutschland GmbH (vormals Abellio GmbH) übernimmt. Die Übernahme erfolgte am 15. Oktober 2024 und umfasst die Eisenbahnverkehrsunternehmen Abellio Rail Mitteldeutschland GmbH und WestfalenBahn GmbH sowie die Servicegesellschaft PTS GmbH.

## Name
Der Name Benex ist ein Kunstwort aus den lateinischen Wörtern bene und nexus und soll für „gute Verbindung“ stehen.

## Beteiligungen
Im Jahr 2016 war Benex an sieben Eisenbahn- und drei Busverkehrsunternehmen mit weiteren Tochterunternehmen beteiligt. Diese Unternehmen erwirtschafteten 2023 mit etwa 3700 Beschäftigten einen kumulierten Umsatz von rund 600 Millionen Euro. Beteiligungen an Busverkehrsunternehmen waren im Jahr 2019 nicht mehr vorhanden. Dafür hat man im Rahmen der Abellio-Übernahme 2024 auch die PTS GmbH aus Neuss übernommen, die Service-, Sicherheits- und Reinigungsdienstleistungen in und um öffentliche Verkehrsmittel erbringt. Außerdem ist man Alleingesellschafter der Benex Akadedemie GmbH & Co. KG mit Sitz in Regenstauf, die bundesweit Aus- und Weiterbildung sowie Arbeitnehmerüberlassung für Betriebseisenbahner anbietet.

### Eisenbahngesellschaften
- ATH Rail Transport Beteiligungsgesellschaft Deutschland GmbH, Berlin (100 %)
  - Abellio Rail Mitteldeutschland, Halle an der Saale (100 %)
  - WestfalenBahn GmbH (WFB), Bielefeld (100 %)
- Agilis, Regensburg (100 %)
- Cantus Verkehrsgesellschaft, Kassel (50 %, Partner HLB)
- Metronom Eisenbahngesellschaft mbH (ME), Uelzen (26,42 % Beteiligung, Partner: NiedersachsenBahn (73,58 %))
- Nordbahn Eisenbahngesellschaft (NBE), Kaltenkirchen (50 %, Partner AKN)
- Ostdeutsche Eisenbahn (ODEG), Parchim (50 %, Partner Netinera (über Prignitzer Eisenbahn))